# نيلز اولسن
نيلز اولسن (بالدنماركية: Niels Olsen)‏ هو لاعب كرة يد وممثل دانمركي، ولد في 8 مارس 1960 في الدنمارك. من الجوائز التي نالها جائزة روبرت لأفضل ممثل في دور رئيسي سنة 2000.

## أعمال

### أفلام
- (2002) قلوب مفتوحة[4]

## جوائز
- جائزة روبرت لأفضل ممثل في دور رئيسي (2000)

## وصلات خارجية
- نيلز اولسن على موقع IMDb (الإنجليزية)
- نيلز اولسن على موقع ألو سيني (الفرنسية)
- نيلز اولسن على موقع ميوزك برينز (الإنجليزية)
- نيلز اولسن على موقع أول موفي (الإنجليزية)
- نيلز اولسن على موقع قاعدة بيانات الأفلام السويدية (السويدية)
- نيلز اولسن على موقع ديسكوغز (الإنجليزية)
- نيلز اولسن على موقع قاعدة بيانات الفيلم (الإنجليزية)
- نيلز اولسن على موقع كينوبويسك (الروسية)